# The Town I Loved So Well
"The Town I Loved So Well" er en sang skrevet af Phil Coulter om sin barndom i Derry, Nordirland. De første tre vers beskriver hans simple livsstil da han voksede op i Derry mens de sidste to omhandler konflikten i Nordirland, og beklager hvordan hans fredsommelig hjemby var blevet en større militær forpost, plaget af vold.

## Indspilninger
Sangen er blevet indspillet i flere coverversion både på originalsproget og flere andre sprog.
Sangen er særligt blevet associeret med Luke Kelly, der indspillede den med The Dubliners på albummet Plain and Simple fra 1973 med Phil Coulter selv som producer. Paddy Reilly, senere medlem af The Dubliners, har også indspillet en version af sangen, der var på hitlisterne i sammenlagt 18 uger i 1970'erne.
Pierre Bensusan udgave af sangen udkom på albummet Prés de Paris i 1975. The Irish Tenors indspillede en liveudgave i 1999 på deres album The Irish Tenors - Live in Dublin.
Tri Yann, der er et berømt bretonerband har også indspillet sangen under navnet "La Ville que J'ai Tant Aimée" med tekst på fransk på albummet Café du Bon Coin fra 1983. En tysk version er blevet indspillet af Hannes Wader under navnet "Kleine Stadt".
Den norske musiker Lillebjørn Nilsen har gendigtet teksten til norsk og udgivet sangen under navnet "Byen jeg kjente som min". Den blev udgivet i 1982 på LP'en Original Nilsen.
Den danske visesanger og komponist Erik Grip har indspillet en dansk udgave under navnet "Byen" på sit album Skærver og Skrå fra 1985.
Derudover er sangen blev indspillet af Dexys, The High Kings, Johnny Logan (på hans album The Irish Connection fra 2007), og Nathan Carter (på albummet The Live Show fra 2012).